# Bruno Torres (futebolista)
Bruno Torres é um jogador de futebol de praia, que joga no SC Braga e é internacional pela Seleção Portuguesa de Futebol de Praia. Actua como avançado. Entrou na selecção portuguesa em Janeiro de 2008 e é natural da Póvoa de Varzim.
No dia 19 de junho de 2012, Bruno sofreu uma grave lesão no joelho, na partida entre Portugal e Espanha pela Liga Europeia de Futebol de Areia.